# Val Sotto
Valmar Castelo Sotto (23 de marzo de 1945, Manila) es un cantante, compositor, comediante, político y actor filipino. Fue además uno de los vocalistas principales de la agrupación VST & Co., durante la década a finales de los 1970 hasta los 1980. Debutó como actor en una serie televisiva titulada "Agila", que fue emitida desde 1987 hasta 1992, en canales de televisión como en RPN y ABS-CBN, que fue producido por la productora "CINTA Inc". Actualmente ejerce también su carrera en la política y es consejero (del segundo distrito) de la ciudad de Parañaque en el Metro Manila.

## Biografía
Valmar Castelo Sotto (también conocido como Val Sotto), es sobrino nieto del exsenador Filemón Sotto y nieto del exsenador Vicente Sotto. Y hermano mayor del actor, cantante, compositor, comediante y senador Tito Sotto, Marcelino "Maru" Sotto, Jr. (esposo de la actriz Ali Carag-Sotto) y Vic Sotto (actor). Es tío de las actrices y los actores Ciara Sotto-Oconer, Danica Sotto-Pingris, Oyo Sotto y del fallecido Miko Sotto. Se casó con Teresa Marco Sotto el 14 de diciembre de 1969, con quien tuvo cuatro hijos (Beverly, Valerie, Vanessa y Víctor).

## Televisión
- Vampire Ang Daddy Ko (2013)
- Rio Del Mar (1999–2001)
- Mixed N.U.T.S. (1994–1997)
- TVJ on 5 (1993–1994)
- Rock En Roll 2000 (1992–1993)
- TVJ: Television Jesters (1989–1993)
- T.O.D.A.S. (1977–1989)
- Agila (1987–1992)

## Películas
- Enteng Ng Ina Mo (2011)
- Mr. Suave: Hoy! Hoy! Hoy! Hoy! Hoy! Hoy! (2003)
- Lastikman (2003)
- Basta't Ikaw... Nanginginig Pa (1999)
- Once Upon A Time In Manila (1994)
- Pandoy: Alalay Ng Panday (1993)
- Ligaw-ligawan, Kasal-kasalan, Bahay-bahayan (1993)
- The Return Of The Long Ranger & Tonton: How The West Was Wrong (1992)
- Tangga And Chos: Beauty Secret Agents (1990)
- Fly Me To The Moon (1988)
- Knock, Knock Who's There? (1988)
- Ready!... Aim!... Fire!... (1987)
- Shoot That Ball (1987)
- Send In The Clowns (1986)
- Super Wan-Tu-Tri (1985)
- Alexandra (1985)
- D'Gradwets (1981)
- Rock Baby, Rock (1979)
- Swing It... Baby! (1979)

## Artistas relacionados
- Tito Sotto
- Vic Sotto
- Joey de León
- Parañaque
- LEON RAFFAL